# روباس (رمان)
روباس (ایسلندی: Skugga-Baldur) رمانی است از شیون که اولین بار در سال ۲۰۰۳ به زبان ایسلندی منتشر شد.

## پیرنگ
داستان کتاب در ایسلند در سال ۱۸۸۳ می‌گذرد. کتاب با کشیشی در حال شکار روباه آغاز می‌شود، سپس به روزهای منتهی به شکار به عقب برمی‌گردد.

## ترجمه به فارسی
این کتاب را شایان جوادی از ایسلندی به فارسی ترجمه کرده است. روباس نخستین کتابی است که مستقیما از ایسلندی به فارسی ترجمه می‌شود.

## بازخورد
کتاب در سال ۲۰۰۵ برنده جایزه ادبی شورای نوردیک شد.
1. ↑  "روباس".